# ムール・アム・ゼー
ムール・アム・ゼー（ドイツ語: Muhr am See、公式表記はMuhr a. See）は、ドイツ連邦共和国バイエルン州ミッテルフランケン行政管区のヴァイセンブルク＝グンツェンハウゼン郡に属す町村（以下、本項では便宜上「町」と記述する）である。この町はニュルンベルクの南西約 50 km のアルトミュール湖畔に位置する。

## 地理

### 位置
この町は西ミッテルフランケンのヴァイセンブルク＝グンツェンハウゼン郡北西部、グンツェンハウゼンの北側、フレンキシェス・ゼーラント内に位置する。町の南、集落と約400メートル離れたアルトミュール湖との間をアルトミュール川が流れている。この他にネッセルバッハ川もこの町を流れている。ムールの西にはヴィースメト湿地がある。町域内を連邦道13号線（B13号線）と鉄道トロイヒトリンゲン - ヴュルツブルク線が通っている。町の多くの部分は、草地、農地、水辺の草地で形成されているが、北部にはメンヒスヴァルト（森）がある。この森はネッセルバッハを境界として、東はハウンドルフの森に移行する。この町は、西と北でアンスバッハ郡と境を接している。南部にはアルトミュール湖静水および中州地域鳥類保護区自然公園がある。この町は面積 10.95 km2 で、ヴァイセンブルク＝グンツェンハウゼン郡内で最も面積の小さな市町村である。同時に、この町は郡内で最も人口密度の高い市町村でもある。

### 隣接する市町村
自治体ムール・アム・ゼーは、北はメルケンドルフおよびヴォルフラムス＝エッシェンバッハ（ともにアンスバッハ郡）、東はハウンドルフ、南はグンツェンハウゼン（ともにヴァイセンブルク＝グンツェンハウゼン郡）、西はオルンバウ、アーベルク（ともにアンスバッハ郡）と境を接している。

### 自治体の構成
この町は3つのゲマインデタイル（小地区）からなる。
- フォルストハウス
- ムール・アム・ゼー
- ヴェーレンベルク

首邑はかつてのアルテンムール、ノイエンムール、シュターデルンからなるが、建築は互いに切れ目なく続いている。

## 歴史
ムール領主家に関する最初の証拠は888年のものである。893年には vicus mura という村の名前が記されている。アルテンムール城は12世紀初めに、現存しないノイエンムール城はその約1世紀後に建設された。1525年にファイト・フォン・レンタースハイムによって宗教改革がなされた。三十年戦争中、1632年にノイエンムールはほぼ完全に焼き払われ、城館と教会だけが遺った。1752年にアルテンムールの楼門が建設された。1781年にシラーが「群盗」により名声を与えたムールの城館は、1799年にプロイセンの大臣カール・アウグスト・フォン・ハルデンベルクの所有となった。アルテンムールとノイエンムールは1810年にバイエルン領となった。城館は1837年にヴィルヘルム・フォン・ル・スリールの所有となった。アルテンムールのユダヤ人コミュニティは、1938年にナチ支配下で暴力的に解散させられた。
ムール・アム・ゼーは、1976年1月1日以降現在の形となった。バイエルンの市町村再編によりアルテンムールとノイエンムールが統合され、1つの自治体となった。この時すでに、今後（1986年）フレンキシェス・ゼーラントの一部としてアルトミュール湖が建設されることが判っていたため、新しい自治体の名称は「ムール・アム・ゼー」（直訳: 湖畔のムール）とされた。
この年にB13号線のバイパス道路が完成した。

## 行政

### 首長
- 1976年 - 1988年: ヘルベルト・ハーベル
- 1988年 - 2014年: ローラント・フィッツナー (CSU)
- 2014年5月1日 - : ディーター・ラムペ (Gemeinschaftsliste)[3]

### 議会
この町の町議会は14議席からなる。

### 紋章
図柄: 赤地に、垂直下向きに並べて配置された2本の銀色のクロスボー型の柱

## 文化と見所

### 建築

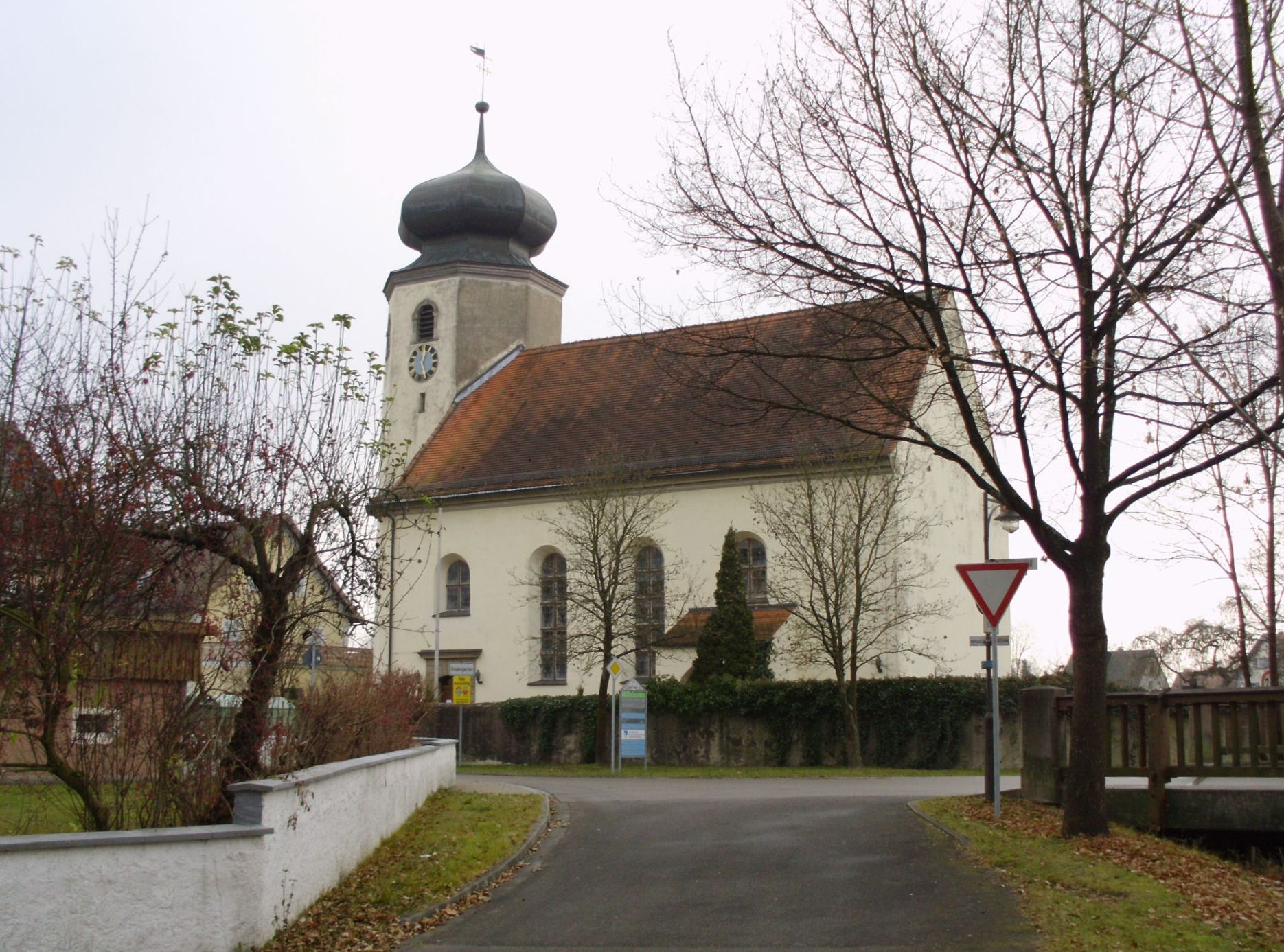
聖ヨハニス教会
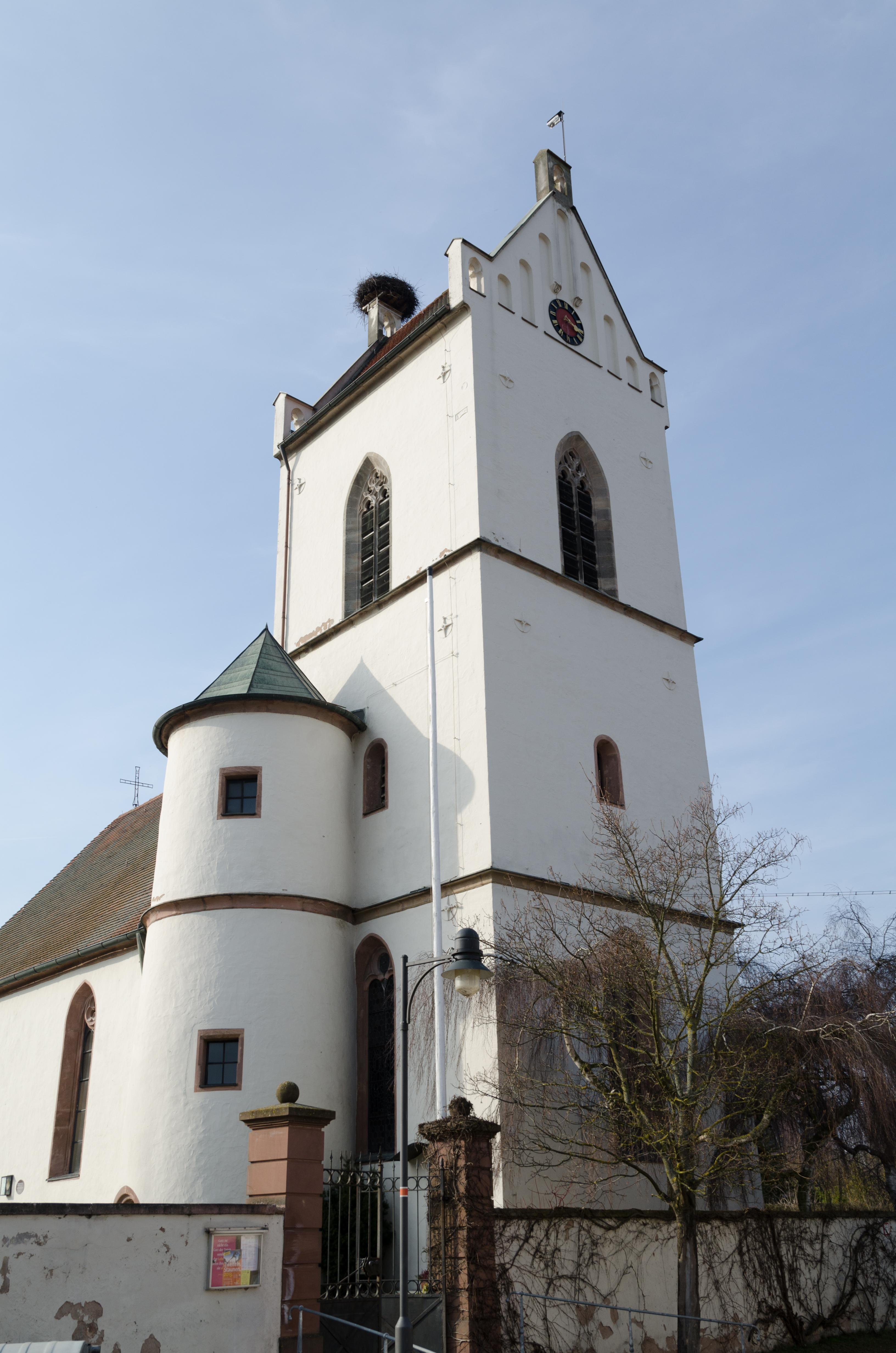
聖ヤーコーブス教会
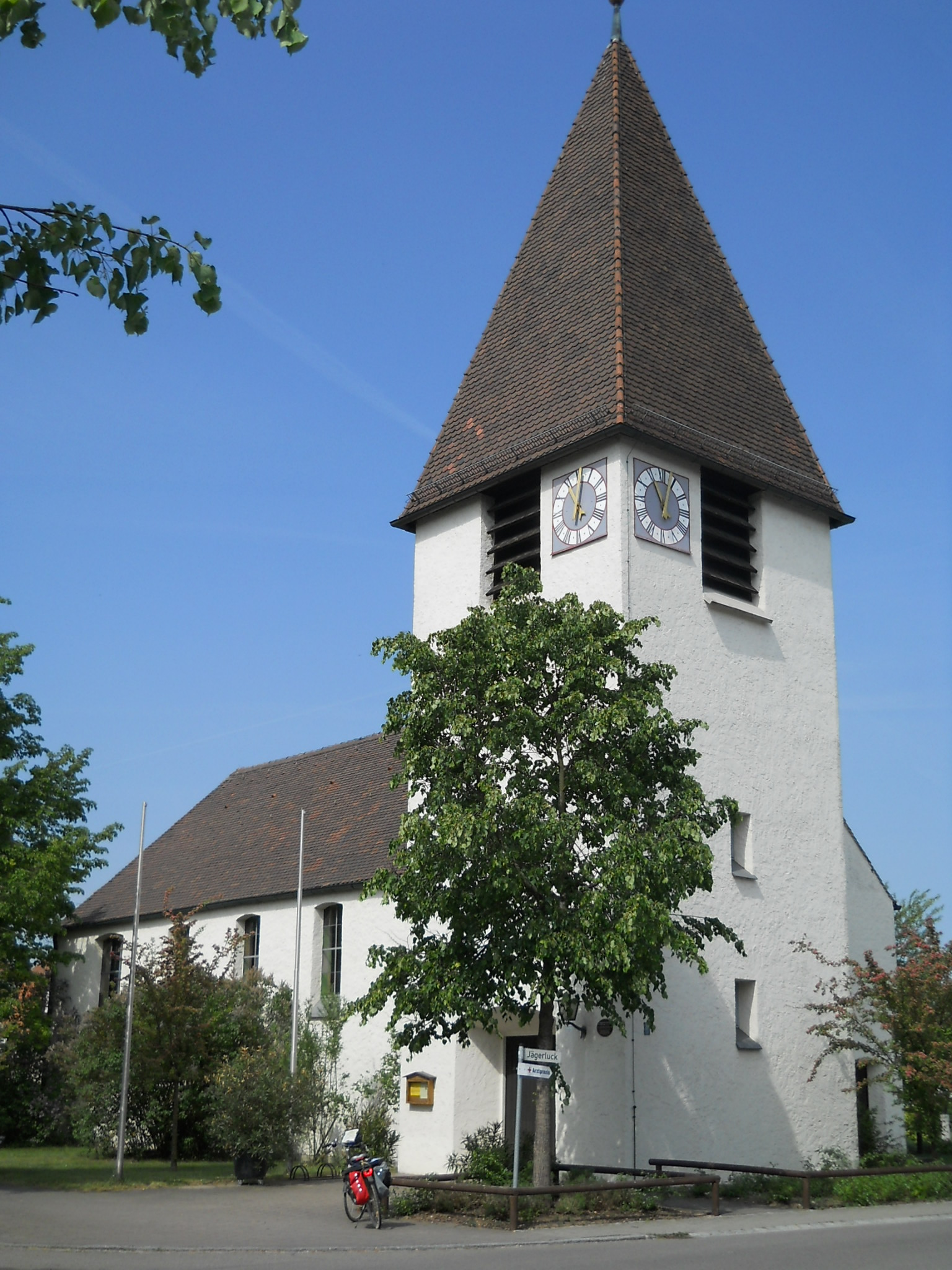
聖ヴァルブルギス教会
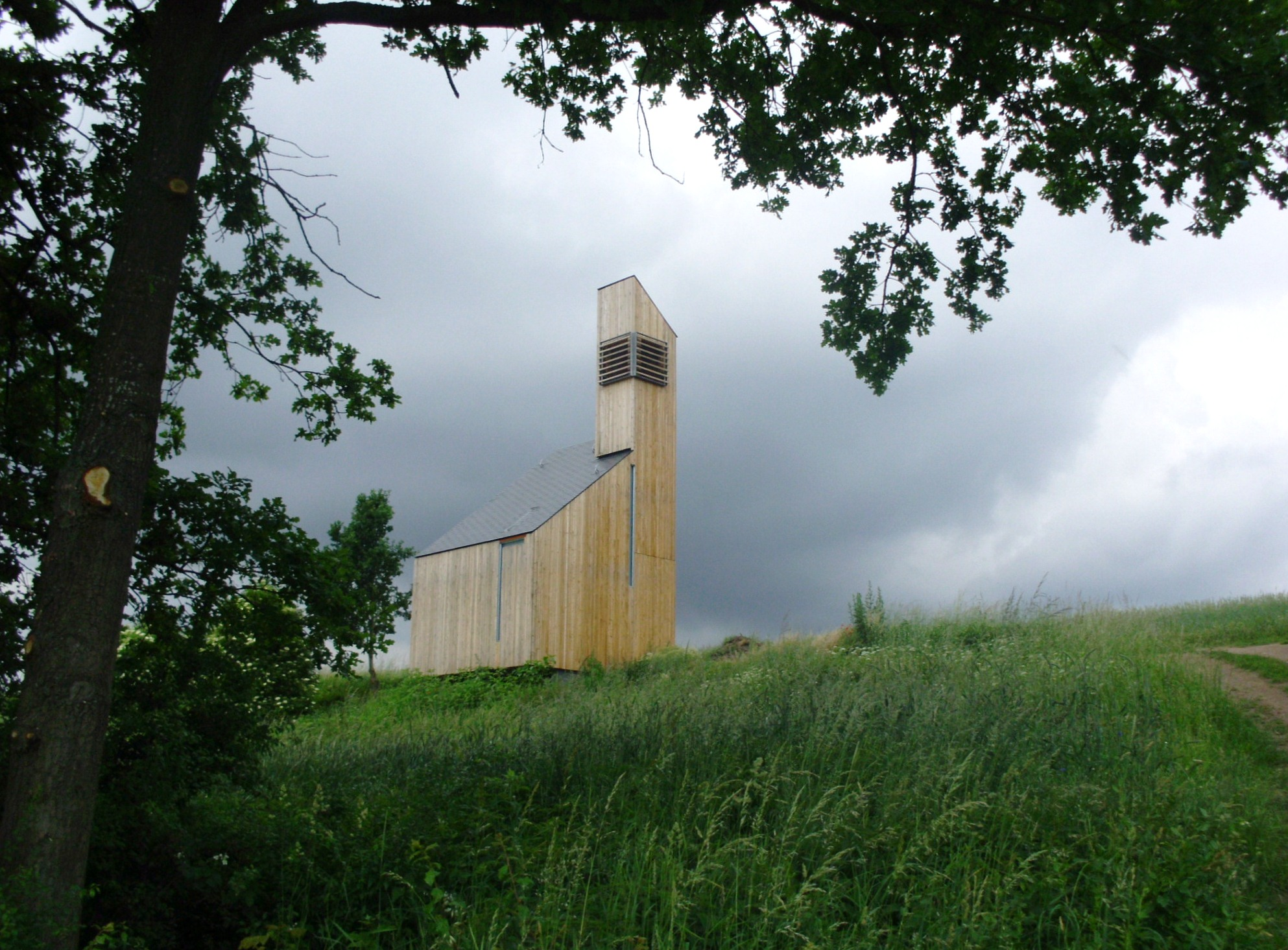
フランツィスクス礼拝堂
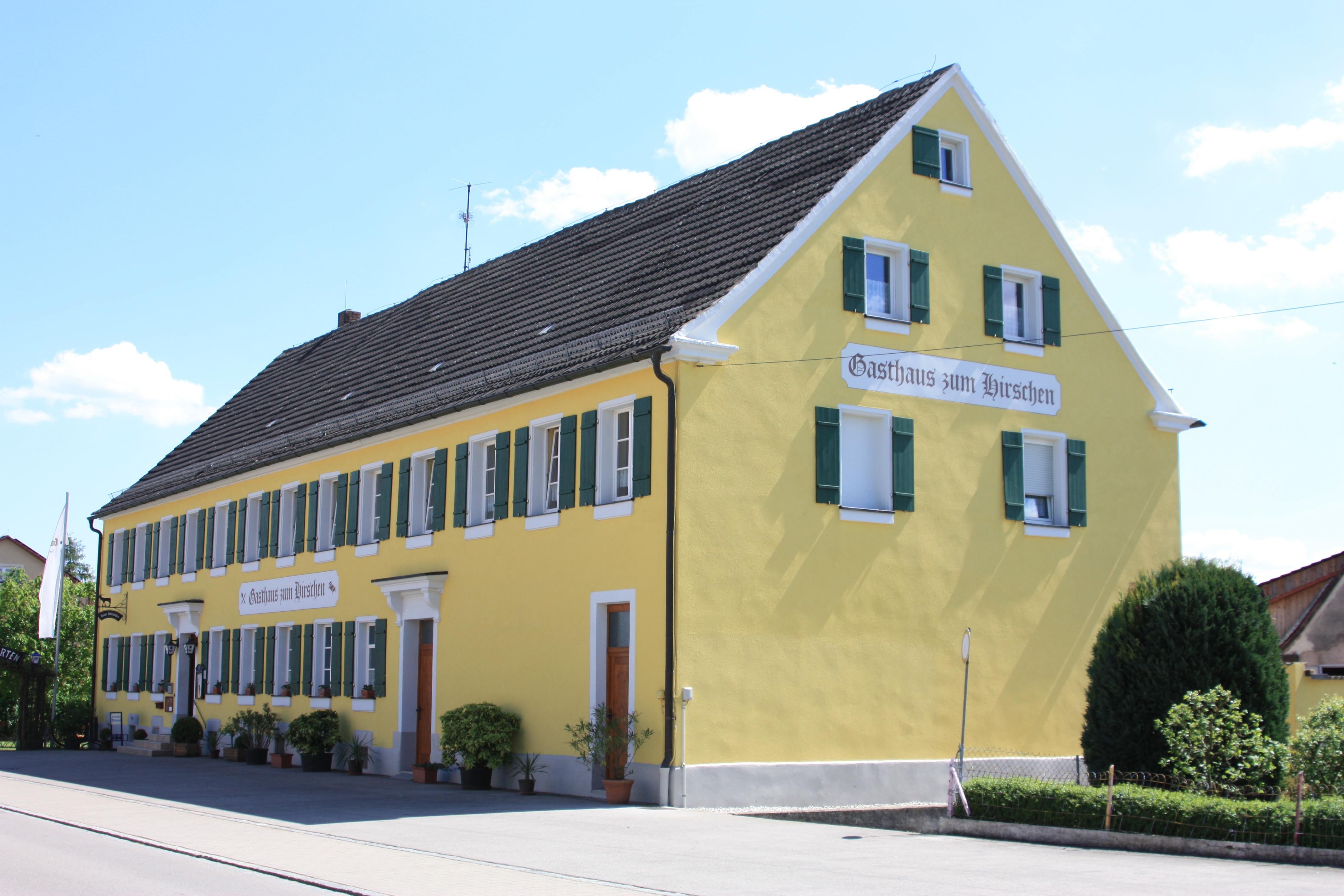
旅館「ツーム・ヒルシェン」

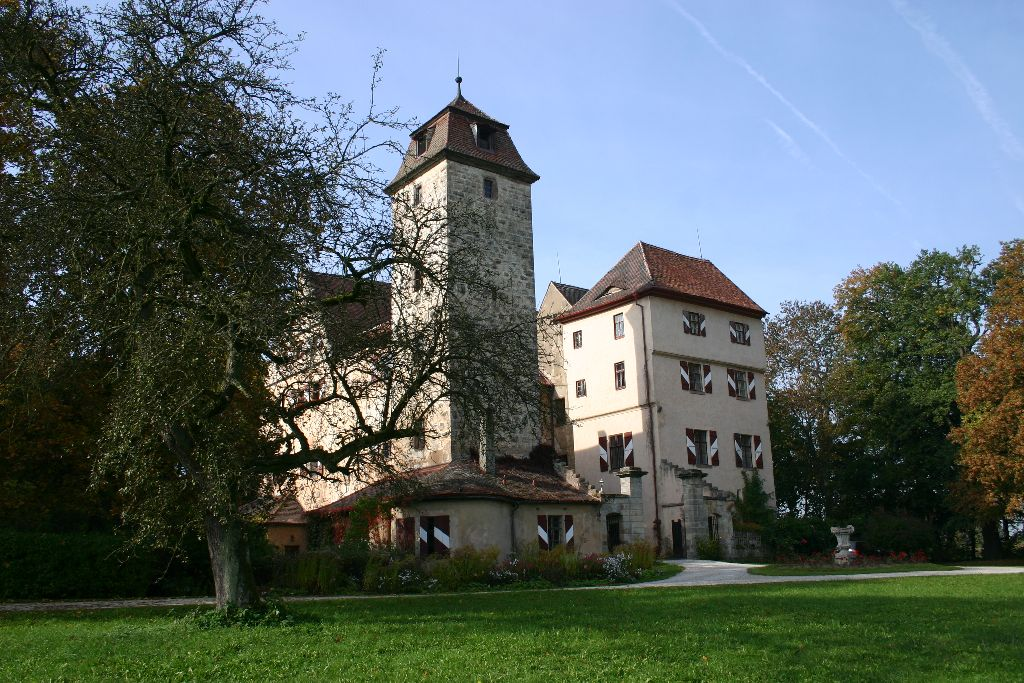
アルテンムール城

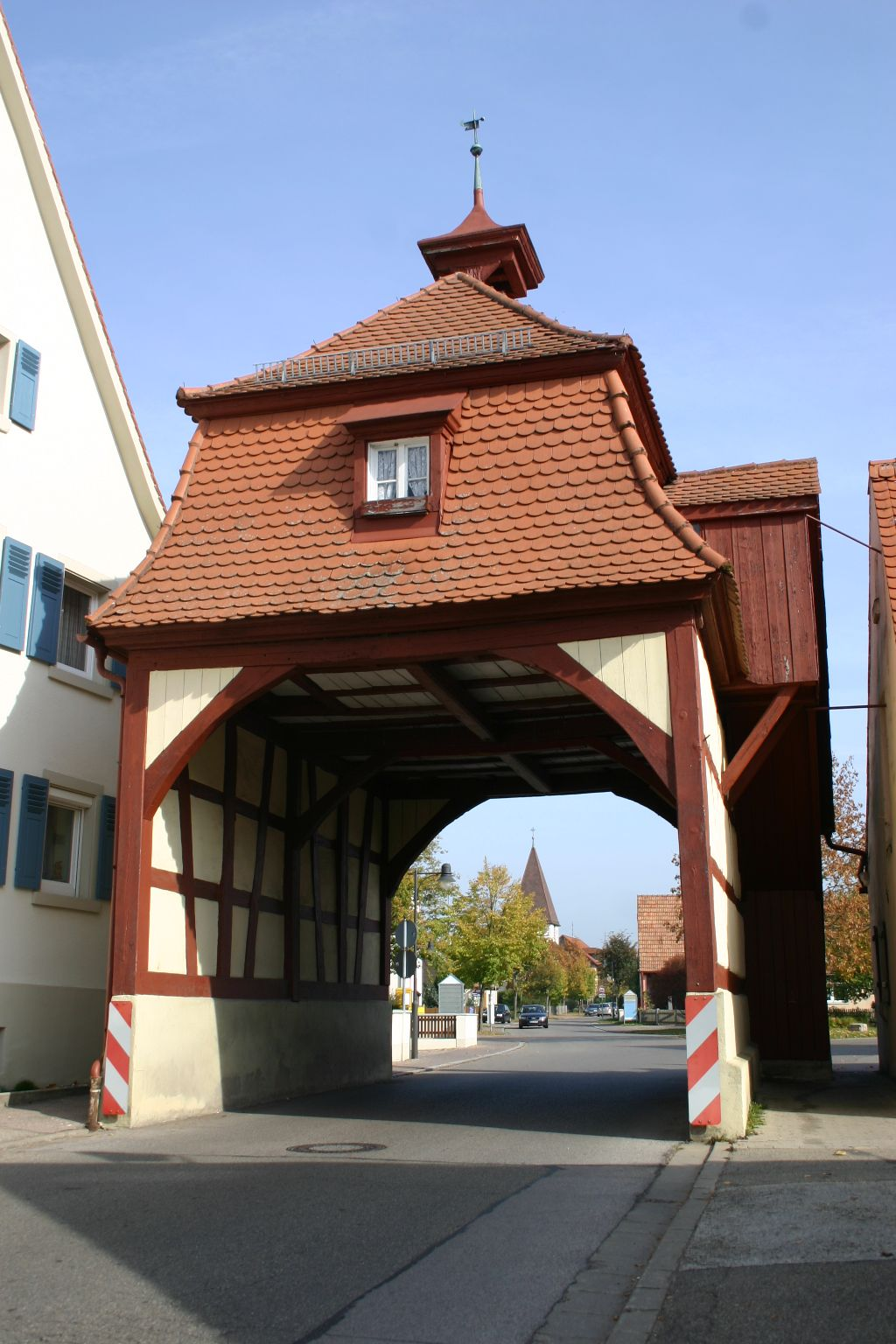
ムールの楼門

元々の、ベルクフリートを有する水城は12世紀に建設された。この城は、アルトミュールタール上流域の谷で最も興味深い建造物の1つとされている。元来は4つの円筒形の隅櫓を持つ四角形の城であったが、19世紀に城壁と水堀を失い、17世紀初めに造られた主館とベルクフリートだけが現在も見られる。高さは20メートルで、壁の厚さは1.6メートルである。4階建ての西棟は3階にニュルンベルクのハンス・クーンによる豪華な漆喰天井がある。5階建ての頭のような形状をした東翼には、1810年から1820年頃に作られた贅沢なグリザイユの壁紙のホールがある。
この城は元々ムール家が建設したもので、現在はル・スリール家の私邸となっている。予約により見学することができる。
楼門
聖ヨハニス教会（福音主義）
聖ヨハニス教会の最初の大規模な改築は1467年に行われた。1798年に落雷によって酷い損傷を被った。その後塔は現在のベル状の屋根を戴く形で再建された。1908年から1910年に古い窓の取り替えを含む内装の改修が行われた。20世紀の終わりに内装も外装も改装が行われた。
聖ヤーコーブス教会（福音主義）
聖ヤーコーブス教会は、1946年から西の破風に作られたコウノトリの巣によって注目されている。この教会は1622年に建設されたが、そのわずか10年後に村が焼き払われたとき略奪に来た兵士によって鐘が奪われた。グスタフ・フォン・レンタースハイムの基金によって1726年にやっと鐘が再び設置された。
聖ヴァルブルギス教会（カトリック）
簡素な姿のヴァルブルギス教会は、1958年に完成した。
フランツィスクス礼拝堂（エキュメニズム）
2013年に町長ローラント・フィッツナーの主導でムールトヴェーレンベルクとの間に建設された礼拝堂で、ヨハネス・シュライターの窓を持つ。
ユリエンベルク隠居所
ユリエンベルク隠居所は17世紀に建設された。
旅館「ツーム・ヒルシェン」（ムール・アム・ゼー）
- 聖ヨハニス教会
- 聖ヤーコーブス教会
- 聖ヴァルブルギス教会
- フランツィスクス礼拝堂
- 旅館「ツーム・ヒルシェン」

### 文化活動、施設

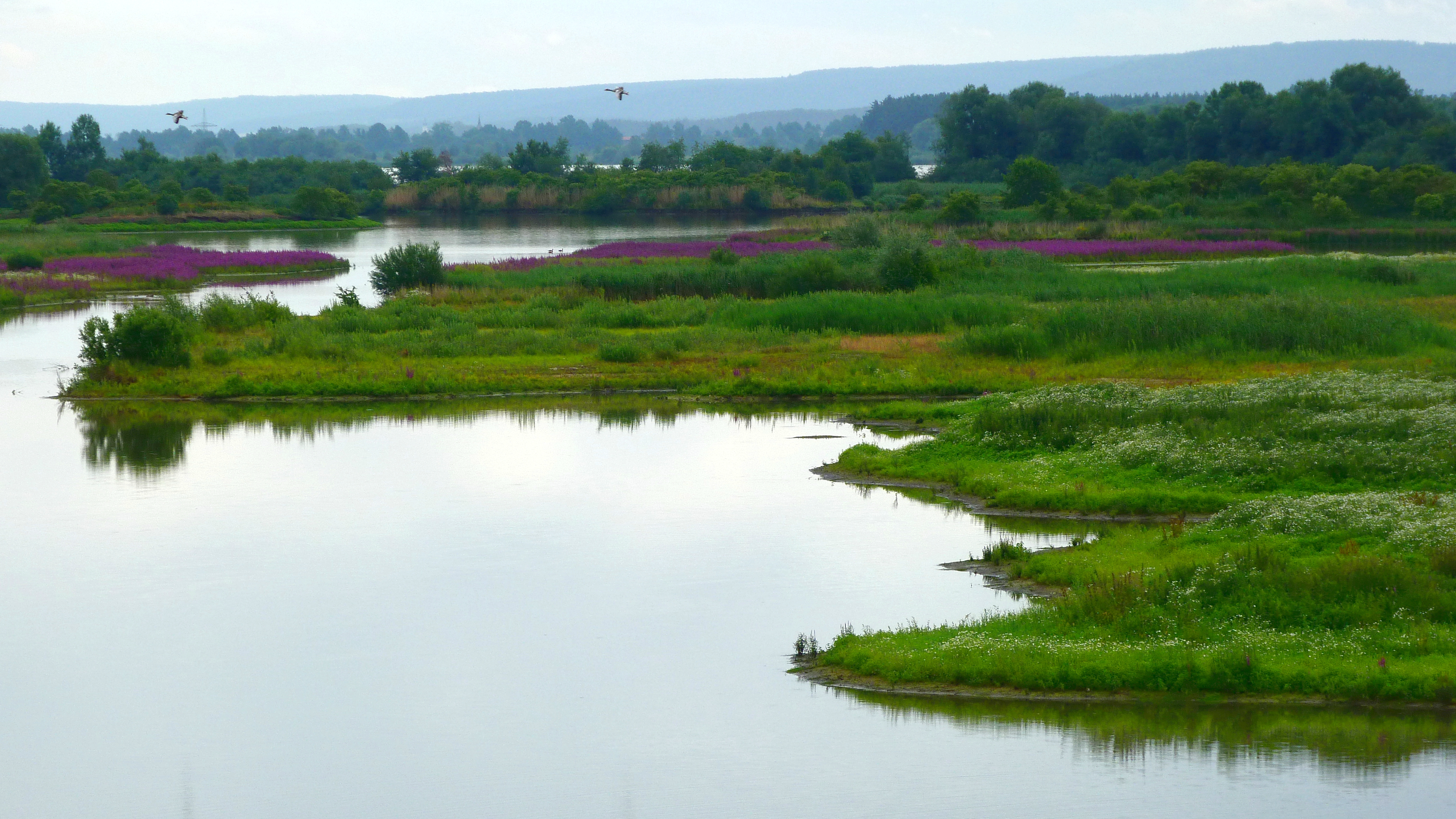
フォーゲルインゼル

- フリードリヒ・シラーの「群盗」が元々ムールの5つの城館を舞台にしていたことは、夏の演劇祭で取り扱われる。アルトミュールゼー演劇祭は、城の中庭の野外ステージで開催される[6]。
- メンヒスヴァルトの近くに、標識が整備された全長約 150 km の遊歩道がある[7]。
- ゼーツェントルム・ムール・アム・ゼーには、食堂、水浴のためのシャワーや更衣室、ボートや自転車の貸し出し、ボート施設などがある。さらに陸上や水上のスポーツボート係留施設やキャンプ場もある[8]。
- フォーゲルインゼル（直訳: 鳥の中州）には、インフォメーションセンターと鳥類学の学習路がある[9]。
- ムールのビュルガーホーフにはアルトミュールゼー・インフォメーションセンターがあり、アルトミュール湖周辺の技術、自然、文化について学ぶことができる[10]。

## 経済
この町の重要な経済的基盤は、現在、周辺の湖や濃密な森によってもたらされる観光業である。

### 交通
ムール・アム・ゼーには、トロイヒトリンゲン - ヴュルツブルク線のレギオナルバーンが停車する。この駅はニュルンベルク広域交通連盟に加盟している。連邦道13号線がこの町の一部を通っている。

## 関連図書
- Daniel Burger; Birgit Friedel (2003). Burgen und Schlösser in Mittelfranken. Cadolzburg: ars vivendi verlag. pp. 117–119. ISBN 978-3-89716-379-9